# Naheba
NaHeBa es un grupo de música folk, originario de Cantabria, España.

## Historia
Se formó en 2004 en Cantabria. A finales del año 2003 sus integrantes, aficionados al folk y a la música celta, comienzan a tocar y adaptar temas preparados por uno de ellos, basados en temas tradicionales de Cantabria. 
Su sonido es principalmente acústico y su repertorio está basado en la composición y adaptación de temas tradicionales montañeses. Consiguen un sonido homogéneo y personal mediante el uso de instrumentos tradicionales como: gaita, violín, flauta, guitarra, bouzouki, bodhran, etc.
Sus dos primeros discos fueron Vau Cureñas y Cuadragú.
En 2013 NaHeBa fue seleccionado junto a varios grupos a nivel nacional por el sello ARC Music, en asociación con Mundofonías, para la elaboración del disco The ultimate guide to spanish folk (La guía definitiva del folk español) con el tema Quisiera entrar en tu cuarto, de su último disco Cuadragú.

## Componentes
- Javier García - Bouzouki y flauta travesera
- Javier Román "El Niñu" - Violín, rabel y voz
- Rafa Ibañez - Guitarra acústica y bajo pedal
- José Luis Rodríguez "Puma" - Bodhran y voz
- Sergio Sordo - Gaitas, whistles y flautas

## Discografía
- Vau Cureñas (2008)
- Cuadragú (2012)
- The Ultimate Guide to Spanish Folk (2013)